# Switłana Bondarenko
Switłana Bondarenko, ukr. Світлана Бондаренко (ur. 12 sierpnia 1971 w Zaporożu) – ukraińska pływaczka specjalizująca się w stylu klasycznym.
W latach 1991–2004 dla Związku Radzieckiego i Ukrainy zdobyła 12 medali Mistrzostw Europy, w tym złoty w Madrycie w 2004 roku na 200 metrów w stylu klasycznym.

## Sukcesy

### Mistrzostwa świata na krótkim basenie
- 1995 Rio de Janeiro: 100 m stylem klasycznym
- 1995 Rio de Janeiro: 200 m stylem klasycznym
- 1997 Göteborg: 100 m stylem klasycznym

### Mistrzostwa Europy na długim basenie
- 1991 Ateny: 100 m stylem klasycznym
- 1993 Sheffield: 100 m stylem klasycznym
- 1995 Wiedeń: 100 m stylem klasycznym
- 1995 Wiedeń: 200 m stylem klasycznym
- 1997 Sevilla: 100 m stylem klasycznym
- 1999 Stambuł: 100 m stylem klasycznym
- 2000 Helsinki: 100 m stylem klasycznym
- 2002 Berlin: 50 m stylem klasycznym
- 2002 Berlin: 100 m stylem klasycznym
- 2002 Berlin: 4 × 100 m stylem zmiennym
- 2004 Madryt: 4 × 100 m stylem zmiennym
- 2004 Madryt: 100 m stylem klasycznym